# Temognatha fusca
Temognatha fusca es una especie de escarabajo del género Temognatha, familia Buprestidae. Fue descrita científicamente por Saunders en 1871.